# NGC 3685
NGC 3685 ist eine elliptische Galaxie vom Hubble-Typ E im Sternbild Löwe auf der Ekliptik. Sie ist schätzungsweise 380 Millionen Lichtjahre von der Milchstraße entfernt.
Das Objekt wurde am 11. Dezember 1877 von David Peck Todd entdeckt.